# شهرستان ورخنئوسلونسکی
شهرستان ورخنئوسلونسکی (به لاتین: Verkhneuslonsky District) یک شهرستان در روسیه است که در تاتارستان واقع شده‌است.